# American University of the Caribbean (Sint Maarten)
De American University of the Caribbean (of Medicine, UAC) is een universiteit met de hoofdcampus vanaf 1978 op Montserrat en sinds 1996 op Sint Maarten. Het hoofdkantoor staat in Pembroke Pines in Florida. Het heeft geen betrokkenheid met de gelijknamige universiteit op Haïti.
Het is een commerciële universiteit met een Amerikaans curriculum voor geneeskunde. Sinds 2011 is het geaccrediteerd door de in Ierland gevestigde Accreditation Commission of Colleges of Medicine (ACCM), die door het Amerikaanse ministerie voor Onderwijs erkend is. De eigenaar van de universiteit is Adtalem Global Education, voorheen DeVry Inc.

## Geschiedenis
De universiteit werd door dr. Paul Tien opgericht en begon op 14 augustus 1978 met 107 studenten op de campus van de Mount St. Joseph University in Cincinnati, Ohio. Ondertussen werd een medische campus gebouwd op het eiland Montserrat (Bovenwindse Eilanden).
In 1989 werd de universiteit zwaar beschadigd door de orkaan Hugo, waarna de studenten hun onderwijs tijdelijk vervolgden aan de Wayland Baptist University in Plainview in Texas. Drie semesters later, in september 1990, keerden de studenten terug naar Montserrat. Op 18 juli 1995 raakte een groot deel van Montserrat onbewoonbaar door de uitbarsting van de vulkaan Soufrière. De universiteit zelf kwam onder de vulkanische as te liggen.
Voor de studenten werd een nieuw onderkomen gezocht. 250 van hen vervolgden tijdelijk hun studie in Belize en 280 in Cupecoy op Sint Maarten. Ondanks de verwoestingen die de orkaan Luis in september van dat jaar op Sint Maarten veroorzaakte, betekende het slechts een vertraging van het schooljaar met drie weken. Een jaar later werden ook alle studenten in Belize naar Sint Maarten overgebracht. Aan de bouw van een permanente campus werd in juli 1996 begonnen. De opening vond plaats op 1 mei 1998.
Op 5 en 6 september 2017 werd de universiteit getroffen door de orkaan Irma. Hoewel de beschadigingen meevielen, moesten alle studenten het eiland verlaten vanwege de herstelwerkzaamheden op het eiland. De lessen werden tijdelijk gevolgd op de North West England University (University of Central Lancashire) in het Verenigd Koninkrijk. Na enkele maanden keerden de eerste studenten terug. Een deel van de studenten maakte hun basisstudie nog wel in Preston af.